# Ming Xuanzong
Ming Xuanzong (明宣宗, né le 16 mars 1399 à Pékin et décédé le 31 janvier 1435 à Pékin) est empereur de Chine du 7 juin 1425 à sa mort. En Chine, on le désigne depuis sa mort par son nom de règne, Xuande (宣德帝, « Empereur Xuande »).
De son nom personnel Zhu Zhanji (朱瞻基), il était le fils aîné de l'empereur Ming Renzong et de l’impératrice Cheng Xiao Zhao. Il fut le cinquième empereur de la dynastie Ming.

## Règne
Né Zhu Zhanji, il était le fils aîné de l'empereur Ming Renzong et de l'impératrice Cheng Xiao Zhao. Contrairement à son père, l'empereur a décidé de faire de Pékin la capitale impériale. Il permit à Zheng He de mener une septième et dernière expédition maritime.

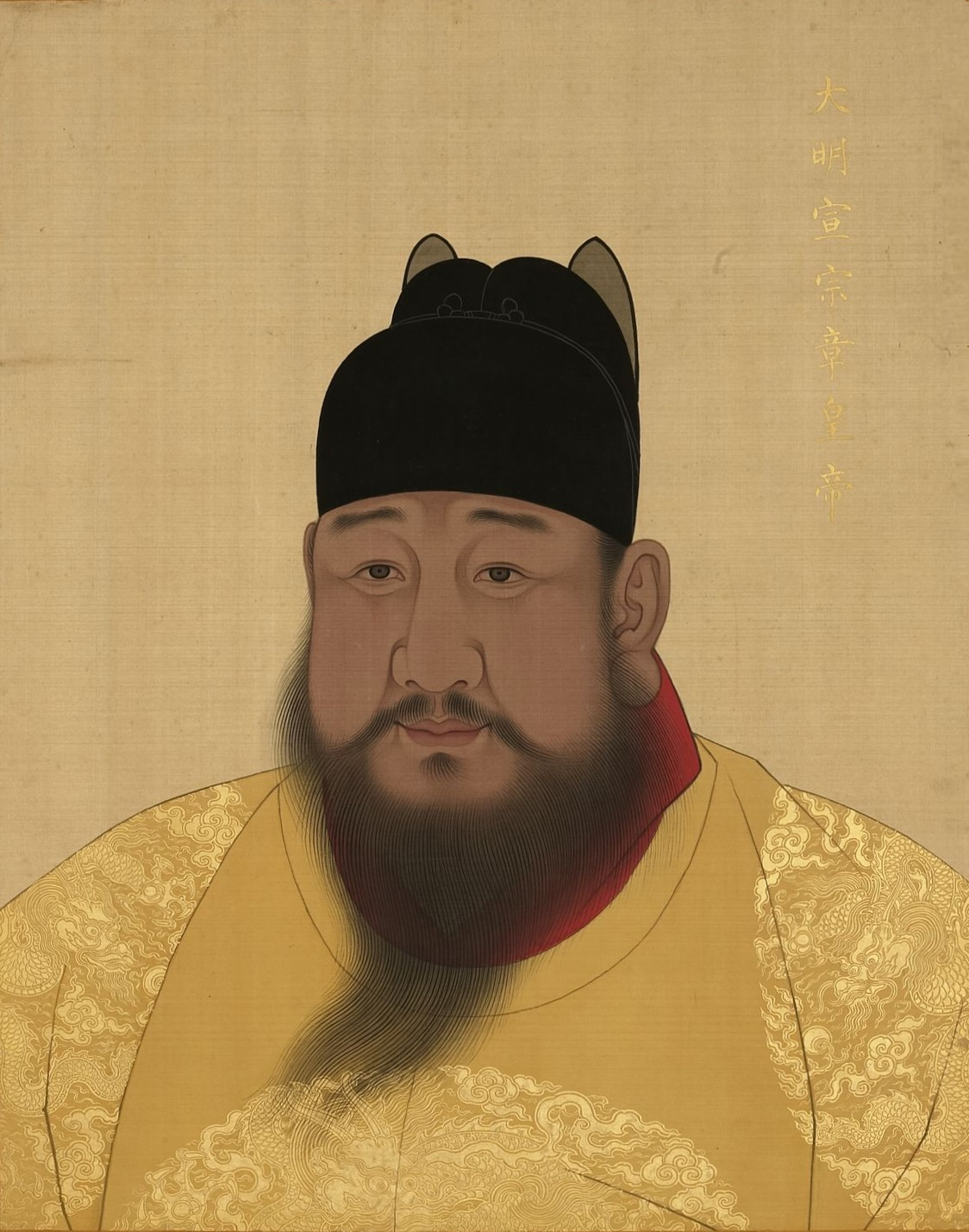
Portrait de cour de Xuande

Son oncle Zhu Gaoxu, prince de Han, avait été un favori de Yongle en raison de ses succès militaires, mais il désobéit aux instructions impériales et fut exilé en 1417 dans le petit fief de Le'an (province de Shandong). Lorsque commença la rébellion de Zhu Gaoxu, le nouvel empereur siègeait à Le'an. Zhu Gaoxu dut se rendre peu de temps après. Il fut réduit à l'état de roturier et mourut sous la torture. Six cents fonctionnaires jugés coupables de rébellion furent exécutés, 2 200 furent bannis. L'empereur ne souhaitait d'abord pas exécuter son oncle, mais changea d'avis plus tard sous le coup de la colère. Zhu Gaoxu fut exécuté sous la torture ainsi que tous ses fils. Il est très probable que l'arrogant Zhu Gaoxu avait offensé l'empereur. Selon une théorie, lors d'une visite impériale, Zhu Gaoxu fit volontairement trébucher son neveu l'Empereur.
L'empereur créa un conseil privé des eunuques qui renforça le pouvoir central en contrôlant une police secrète ; leur influence continua à croître après son règne. En 1428, le célèbre censeur Liu Guan fut condamné aux travaux forcés et remplacé par l'incorruptible Zuo Gu (1446). La même année, l'empereur réforma les règles régissant la conscription militaire et le traitement réservé aux déserteurs. Pourtant, les militaires ont continué à être héréditaire. D'énormes inégalités en matière de charges fiscales avaient causé la faillite de plusieurs agriculteurs. En 1430, l'empereur ordonna des réductions d'impôt sur toutes les terres impériales et envoya des missionnaires afin de coordonner l'administration provinciale, tout en exerçant un contrôle civil sur l'armée.

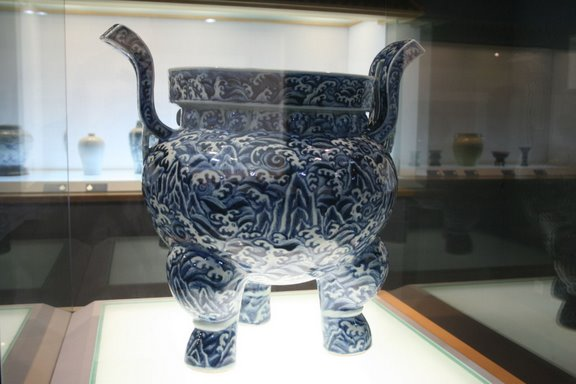
Un ding de porcelaine datant du règne de Ming Xuanzhong.

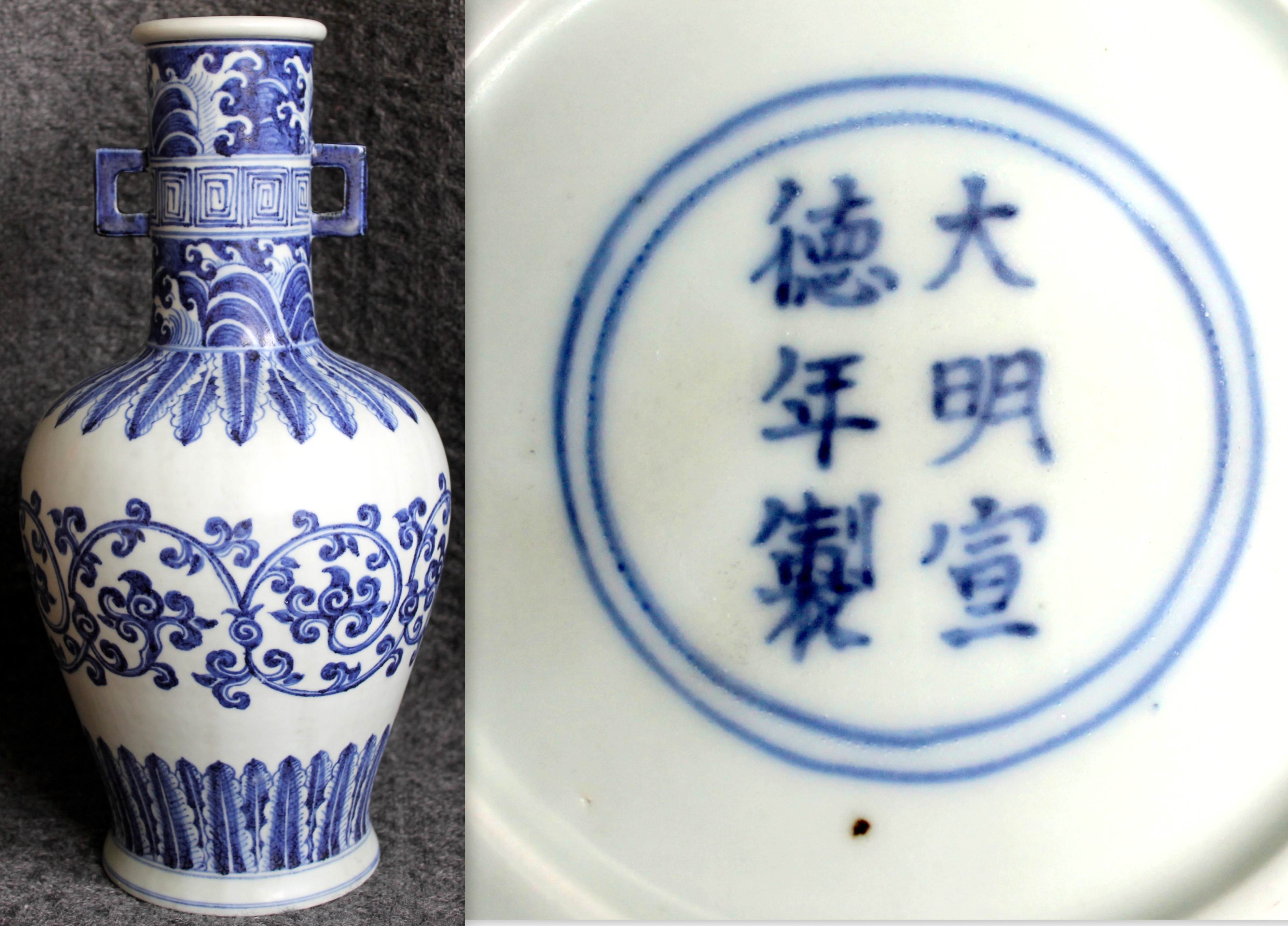
Un vase de porcelaine datant du règne de Ming Xuanzhong.

Il dut reconnaître l'indépendance de l'Annam en 1427 et mener l'armée contre des rebelles mongols pour stabiliser la situation et protéger l'empire. Pendant son règne, l'état social et économique fut considérablement amélioré et la situation politique fut la plus stable de la dynastie Ming.
L'empereur Ming Xuanzong était doué en littérature et en poésie. Il était également doué dans le domaine militaire, en stratégie notamment. Il mourut le 31 janvier 1435 à l'âge de 35 ans. Il fut inhumé dans le tombeau Jingling (景陵), un des treize tombeaux des Ming près de Pékin. Son fils ainé Ming Yingzong lui succéda.

## Empereur artiste
L'empereur était connu comme un peintre accompli, particulièrement habile à peindre des animaux. Certaines de ses œuvres sont conservées au Musée national du palais, à Taipei, et au Musée Arthur M. Sackler, une division de Harvard Art Museum, à Cambridge. Robert D. Mowry, le conservateur de l'art chinois au Musée Arthur M. Sackler, l'a décrit comme « le seul empereur Ming qui affiche un véritable talent artistique ».

## L'or sous l'empereur Xuande

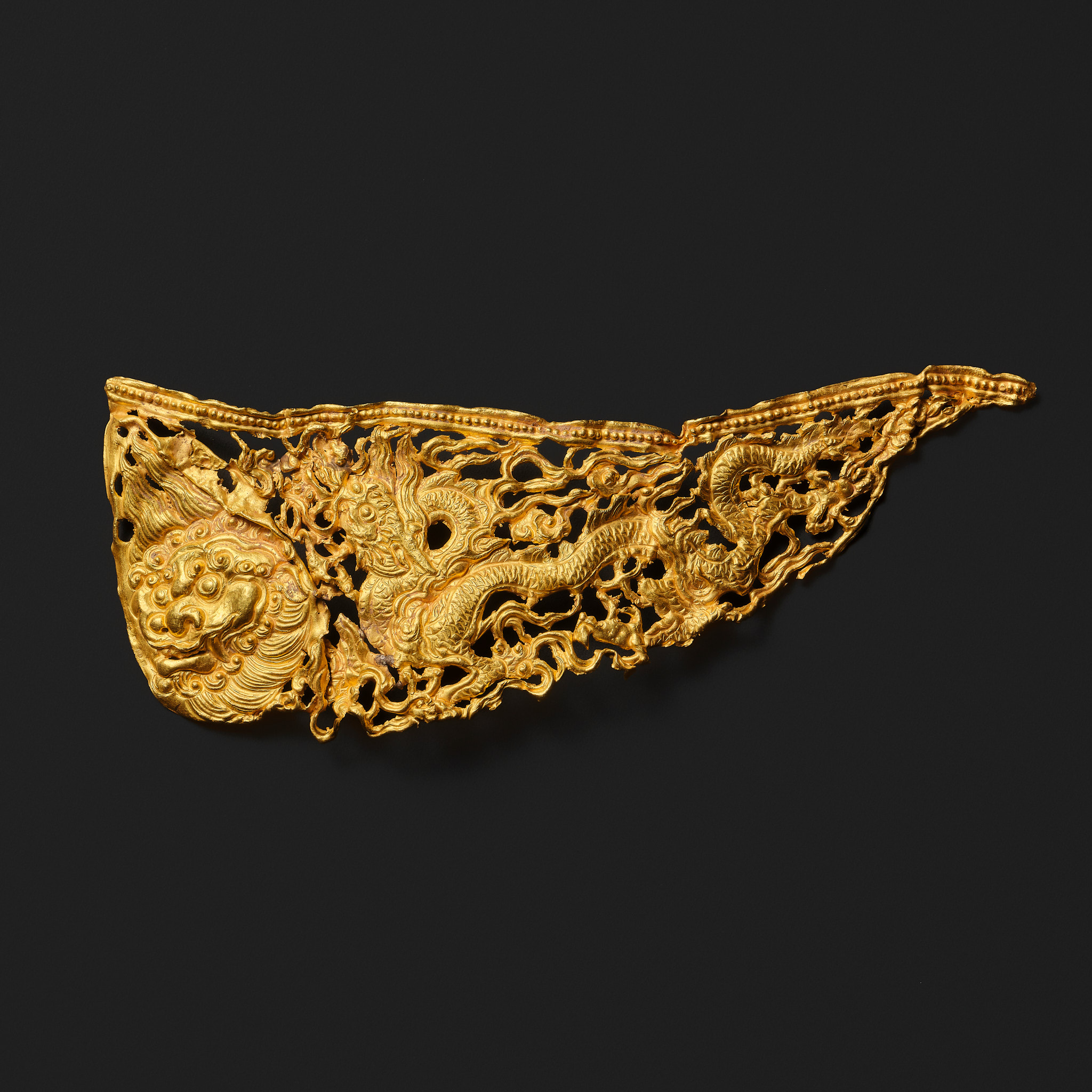
Fragment d’un ornement en or ajouré de la période Xuande, Dynastie Ming, XVe siècle.

L’or occupait une place importante dans l’art et la culture de la dynastie Ming, particulièrement sous le règne de l’empereur Xuande (1425–1435). Les artisans excellaient dans la fabrication d’ornements en or ajouré, souvent ornés de motifs symboliques tels que des dragons, des phénix, des nuages, des chrysanthèmes et d’autres fleurs. Les objets étaient majoritairement réalisés en or de haute pureté, soulignant la richesse et le prestige de la cour impériale. Ces ornements reflétaient à la fois le pouvoir impérial, la spiritualité et les fastes de la cour. Ils illustraient le savoir-faire technique et l’esthétique raffinée caractérisant cette période de splendeur.

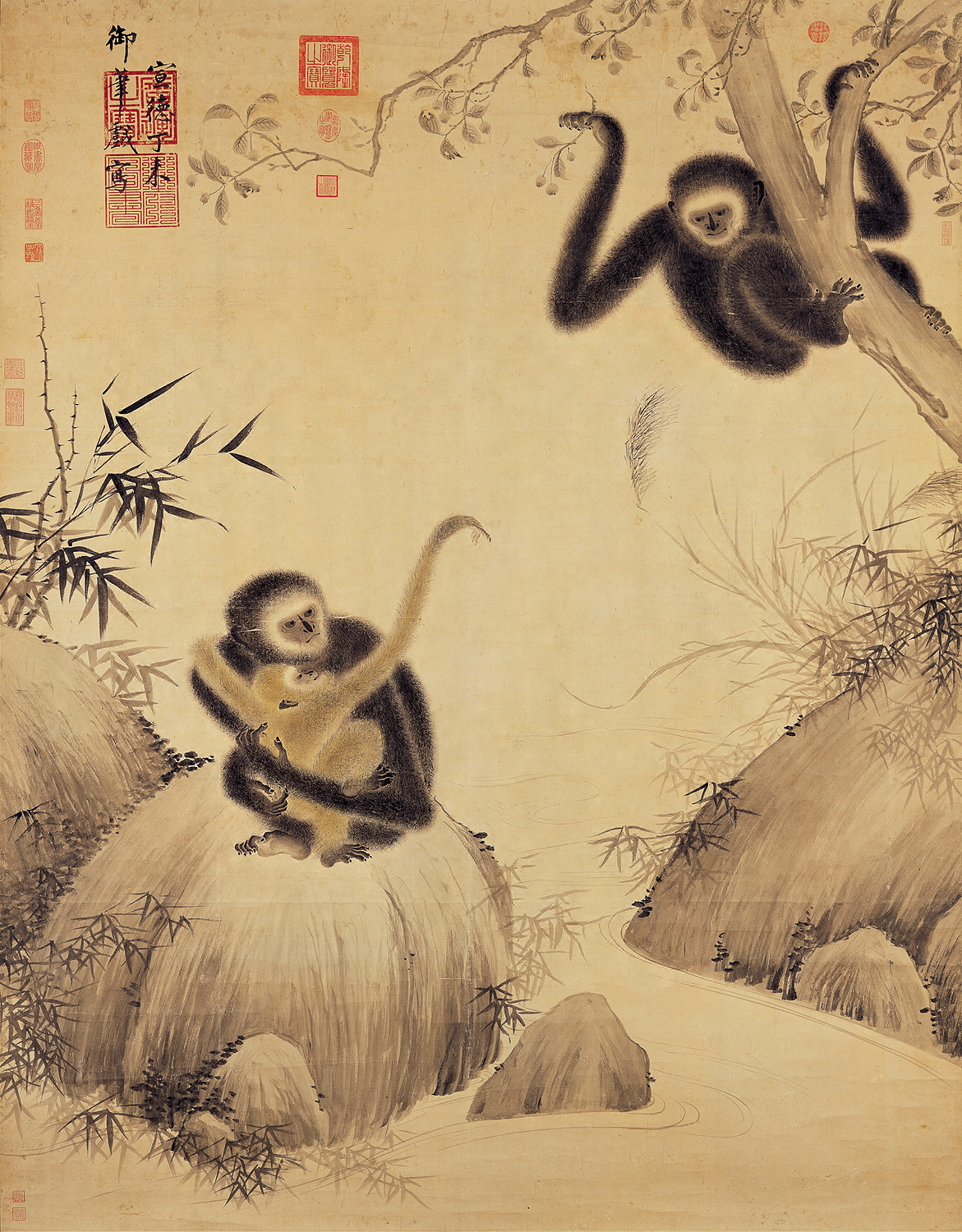
Gibbons au jeu, peint par Ming Xuanzong (1427).

## Premiers ministres
- Yang Shiai (楊士奇)
- Yang Rong (楊榮)
- Jin Youzi (金幼孜)
- Huang Wei (黃淮)
- Chen shang (陳山)
- Zhang Ying (張瑛)
- Yang Pu (楊溥)
- Quan Jin (權謹)

## Informations personnelles

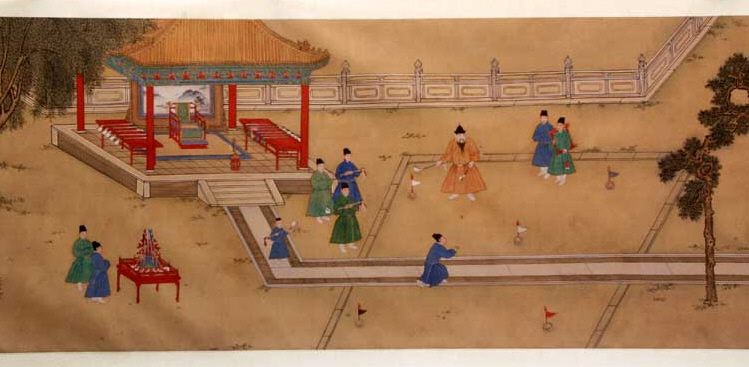
Ming Xuanzong jouant au chuiwan.

- Père
  - Empereur Ming Renzong
- Mère
  - Impératrice Cheng Xiao Zhao

### Épouses
| Titre                                  | Nom de jeune fille | Naissance | Décès         | Père                           | Mère | Enfants                                     | Notes |
| -------------------------------------- | ------------------ | --------- | ------------- | ------------------------------ | ---- | ------------------------------------------- | --- |
| Impératrice Gong Rang Zhang 恭讓章皇后 | Hu (胡)            |           | 1443          |                                |      | Princesse Shunde                            | |
| Impératrice Xiao Gong Zhang 孝恭章皇后 | Sun (孫)           |           | 1462          | Fille de Sun Zouzhong (孫鄒忠) |      | Empereur Ming Yingzong et Princesse Changde | |
| Concubine Rong Si Xian 榮思賢妃        | Wu (吳)            |           | Décembre 1461 | Fille de Wu An (吳安)          |      | Empereur Jingtai                            | Honorée à titre posthume comme l'impératrice douairière Xiao Yi (孝翼太后) durant le règne de son fils l'empereur Jingtai |
| Concubine Guo Ai 嬪郭愛                | Guo (郭)           |           | 1435          |                                |      |                                             | |
| Concubine Duan Jing 端靜貴妃           | He (何)            |           | 1435          |                                |      |                                             | |
| Concubine Chun Jing Xian 純靜賢妃      | Zhao (趙)          |           | 1435          |                                |      |                                             | |
| Concubine Zhen Shun Hui 貞順惠妃       | Wu (吳)            |           | 1435          |                                |      |                                             | |
| Concubine Zhuang Jing Shu 莊靜淑妃     | Jiao (焦)          |           | 1435          |                                |      |                                             | |
| Concubine Zhuang Shun Jing 莊順敬妃    | Cao (曹)           |           | 1435          |                                |      |                                             | |
| Concubine Zhen Hui Shun 莊順敬妃       | Xu (徐)            |           | 1435          |                                |      |                                             | |
| Concubine Gong Ding Li 恭定麗妃        | Yuan (袁)          |           | 1435          |                                |      |                                             | |
| Concubine Gong Shun Chong 恭順充妃     | Li (李)            |           | 1435          |                                |      |                                             | |
| Concubine Su Xi Cheng 肅僖成妃         | He (何)            |           | 1435          |                                |      |                                             | |
| Concubine Gong Yi Hui 恭懿惠妃         | Zhao (趙)          |           | 1435          |                                |      |                                             | |
| Concubine Shu 淑妃                     | Liu (劉            |           |               |                                |      |                                             | |

### Fils
| Ordre | Nom               | Titre                                                                                            | Naissance         | Décès           | Mère                        | Épouse                                                        | Enfants | Notes |
| ----- | ----------------- | ------------------------------------------------------------------------------------------------ | ----------------- | --------------- | --------------------------- | ------------------------------------------------------------- | --- | ----- |
| 1     | Zhu Qizhen 朱祁鎮 | Empereur Ming Yingzong (7 février 1435 – 1er septembre 1449) (11 février 1457 – 23 février 1464) | 29 novembre 1427  | 23 février 1464 | Impératrice Xiao Gong Zhang | Impératrice Xiao Zhuang Rui Impératrice Xiao Su 19 concubines | Princesse Chongqing Empereur Chenghua Zhu Jianlin, Prince Zhuang de De Zhu Jianshi Zhu Jianchun, Prince Dao de Xu Zhu Jianshu, Prince Huai de Xiu Zhu Jianze, Prince Jian de Chong Zhu Jianjun, Prince Jian de Ji Zhu Jianzhi, Prince Mu de Xin Zhu Jianpei, Prince Zhuang de Hui Princesse Jiashan Princesse Chun'an Princesse Chongde Princess Guangde Princesse Yixing Princesse Longqing Princesse Jiaxiang |       |
| 2     | Zhu Qiyu 朱祁鈺   | Empereur Ming Daizong                                                                            | 21 septembre 1428 | 14 mars 1457    | Concubine Rong Si Xian      | Impératrice Xiao Yuan Jing Impératrice Su Xiao 2 concubines   | Zhu Jianji, Prince héritier Huaixian Princesse Gu'an |       |

### Filles
| Ordre | Titre                       | Nom      | Naissance | Décès | Date du mariage | Époux         | Mère                        | Notes |
| ----- | --------------------------- | -------- | --------- | ----- | --------------- | ------------- | --------------------------- | ----- |
| 1     | Princesse Shunde 順德公主   | Zhu (朱) | 1420      | 1443  | 1437            | Shi Jing 石璟 | Impératrice Gong Rang Zhang |       |
| 2     | Princesse Yongqing 永清公主 | Zhu (朱) | ?         | 1433  |                 |               |                             |       |
| 3     | Princesse Changde 常德公主  | Zhu (朱) | 1424      | 1470  | 1440            | Xue Huan 薛桓 | Impératrice Xiao Gong Zhang |       |